# Dubioniscus negreae
Dubioniscus negreae är en kräftdjursart som beskrevs av Albert Vandel 1973. Dubioniscus negreae ingår i släktet Dubioniscus och familjen Dubioniscidae. Inga underarter finns listade i Catalogue of Life.